# Kênh Trà Ban
Kênh Trà Ban (tên khác: Kênh Xáng Chùm) là một con kênh đổ ra Kênh Xáng Quản Lộ - Phụng Hiệp. Kênh có chiều dài 13 km. Kênh Trà Ban chảy qua các tỉnh Sóc Trăng, Hậu Giang.